# Притчи (Псковская область)
Притчи — деревня в Опочецком районе Псковской области России. Входит в состав Звонской волости.
Расположена в 16 км к югу от города Опочка и в 1 км к востоку от деревни Балахи.
Численность населения по состоянию на 2000 год составляла 11 человек, на 2012 год — 14 человек.
До 2005 года деревня входила в состав ныне упразднённой Краснооктябрьской волости с центром в д. Балахи.